# جو جونز (لاعب كرة سلة)
جو جونز (9 نوفمبر 1965 في الولايات المتحدة - ) (بالإنجليزية: Joe Jones)‏ هو مدرب كرة سلة ولاعب كرة سلة أمريكي في مركز هجوم خلفي.

## وصلات خارجية
- جو جونز على موقع كلية كرة السلة في سبورتس رفرنس.كوم (الإنجليزية)